# Kamuzsaruk
A Kamuzsaruk (eredeti cím: Let's Be Cops) 2014-ben bemutatott amerikai filmvígjáték, amelyet Luke Greenfield és Nicholas Thomas forgatókönyve alapján Greenfield rendezett. A film főszereplője Damon Wayans Jr. és Jake Johnson, akik a történet szerint Los Angeles-i rendőröknek adják ki magukat. További szerepekben Nina Dobrev, Rob Riggle, James D'Arcy, Keegan-Michael Key és Andy García látható.
A film az Amerikai Egyesült Államokban 2014. augusztus 13-án került a mozikba, a 20th Century Fox forgalmazásában.
Magyarországon 2014. szeptember 11-én mutatta be az InterCom.
A 17 millió dollárból készült film világszerte összesen 138 millió dollár feletti bevételt hozott, ugyanakkor negatív kritikákat kapott.

## Cselekmény
Két régi barát, Justin (Damon Wayans Jr.), egy nem túl sikeres videojáték-tervező és Ryan (Jake Johnson), egy korábbi főiskolai hátvéd visszaemlékszik arra a megállapodásukra, amelyet egyszer kötöttek: ha 30 éves koruk előtt nem érnek el sikert Los Angelesben, mindketten hazaköltöznek az ohiói Columbusba.
Justin megpróbál egy zsarukról szóló játékötlettel előállni a főnökének, de az visszautasítja. Később Ryan meggyőzi őt, hogy a főiskolai osztálytalálkozó jelmezbálján viseljék a játék-prezentáción viselt rendőrségi egyenruhát. A partin mindketten szembesülnek sikertelen karrierjükkel. Hazafelé menet megtapasztalják a tiszteletet a járókelőktől az autentikus egyenruhájuknak köszönhetően, és élvezik az elismerést.
Ryan internetes videók segítségével tanulmányozza a rendőrségi kódexeket és védekezési technikákat. Vesz egy használt Ford Crown Victoria autót, és addig alakítja, amíg úgy nem néz ki, mint egy hivatalos LAPD járőrkocsi. Justin vonakodva megy bele ebbe a színjátékba, mivel ez előnyös a pincérnővel, Josie-val való kapcsolatának. Ryan visszaszerzi azoknak a gengsztereknek a kocsiját, akik nemrég szétverték az autóját, éppen akkor, amikor megpróbálják megzsarolni a Georgie's tulajdonosát. Egyenruhájuknak köszönhetően a két egykori áldozat tiszteletet szerez, és a helyi lakosok tapsa közepette elűzik a bűnözőket.
Miközben ők ketten tovább furikáznak a hamis rendőrautóval, Segars rendőr megállítja őket, mert a járőrkocsijukon nincs rendszámtábla. Ám mielőtt lebuknának, Segars észreveszi az őrmesteri rangjelzést, amely Ryan egyenruhájára van varrva, és bocsánatot kér a félreértésért. Amikor a szomszédos üzletből riasztás érkezik, Ryant és Justint belerángatják egy valóságos akcióba. A valódi fegyverekkel és betörőkkel való találkozás után Justin ki akar szállni a trükközésből. Utánajár, hogy a rendőrségi, hivatalos személynek tűnő megtévesztés börtönbüntetéssel sújtható bűncselekmény. Ekkor azonban hívást kap Josie-tól, akit egy gengszter fenyeget Georgie-nál. A segítségére sietnek, és találkoznak Mossi Kasiccsal, az albán gengszterek vezetőjével.
Segars rendőr megfigyelőberendezéssel látja el Ryant, hogy bizonyítékokat gyűjtsön Mossi és ismeretlen társa ellen. Justinnal együtt megfigyelik az albánokat, hogy kiderítsék, mi van azokban a dobozokban, amelyeket Mossi mindig hajóval hoz. Justin bűnözőnek álcázza magát, és amikor így bejutnak a bűnözők házába, felfedezik a rendőrség által lefoglalt és megsemmisítésre szánt fegyverek raktárát. Találnak egy titkos alagutat is Mossi klubja és a Georgie's között, ami azt is megmagyarázza, hogy Mossi miért akar a Georgie's résztulajdonosa lenni. Míg Justin névtelenül akarja átadni a talált bizonyítékokat, Ryan ragaszkodik hozzá, hogy mindent személyesen adjanak át a rendőrségnek.
Segars rendőr átadja a terhelő anyagot Brolin nyomozónak, az illetékes felügyelőnek. Ez Mossi titokzatos társát érinti, akit szintén megfigyeltek. (Később kiderül, hogy Brolin nyomozó az ismeretlen üzleti partner).
Brolin rájön, hogy Ryan nem igazi zsaru.
Miközben Justin újra megpróbálja eladni a játékötletét, Ryant Mossi emberei levadásszák és elrabolják. Mossi félreérthetetlen üzenetet küld Justinnak. Justin Segars rendőrtiszt segítségét kéri, miután elmondja neki a teljes igazságot. Mindent bevall Josie-nak is, aki emiatt elhagyja őt.
Justin egyedül megy az alagutakba. Ryan próbálja összeugrasztani Mossit és Brolint, ami sikerül is, Mossi lelövi a nyomozót. Justin megpróbál segíteni barátjának, de a túlerővel szemben nem tud győzni. Ezzel egy időben Segars rendőr megérkezik a klubhoz, és megtalálja az alagutak bejáratát. Megtalálja őket, és megmenti az életüket, miközben Mossi és bandája az alagutakba menekül. Segars tiszt mindkettőjüket elmarasztalja, elküldi őket, és egyedül megy be az alagutakba. Ryan és Justin azonban nem akarja magára hagyni, és felszerelik magukat a Mossi ládáiból származó kommandós felszereléssel. Sikerül kiszabadítaniuk Segars rendőrtisztet a gengszterek kereszttüzéből, de a csata zűrzavarában ismét elszakadnak tőle. Mindketten tovább menekülnek az alagutakba, és megtalálják Mossi pénzét és drogját. Mossi követi őket, és leszámolásra kerül sor, ahol Justin végül egyedül, üres fegyverrel néz szembe a veszélyes gengszterrel. Segars menti meg, aki észrevétlenül csatlakozott hozzájuk, és egy oldalról leadott lövéssel ki tudja iktatni Mossit.
Mindkettőjük önbizalmának és motivációjának köszönhetően Justin sikeres játéktervező lesz, míg Ryan a rendőrakadémián a Los Angeles-i rendőrség rendőrtisztjévé válik. Justin bocsánatot kér Josie-tól, aki megbocsát neki. Ryan elgondolkodik a közös múltjukon, amikor még álzsaruk voltak, és Justinnal hamis egyenruhában járőröztek.

## Szereplők
| Színész            | Szerep            | Magyar hang        |
| ------------------ | ----------------- | ------------------ |
| Jake Johnson       | Ryan              | Szabó Máté         |
| Damon Wayans Jr.   | Justin            | Szatory Dávid      |
| Rob Riggle         | Segars járőrtiszt | Csankó Zoltán      |
| Nina Dobrev        | Josie             | Bogdányi Titanilla |
| Keegan-Michael Key | Pupa              | Kálid Artúr        |
| Andy García        | Brolin nyomozó    | Kőszegi Ákos       |
| Natasha Leggero    | Annie             | Czirják Csilla     |
| Tom Mardirosian    | Georgie           | Csuha Lajos        |
| James D'Arcy       | Mossi             | Széles Tamás       |
| Jonathan Lajoie    | Todd Cutler       | Varga Rókus        |
| Jwaundace Candece  | JaQuandae         | Nádasi Veronika    |
| L. Warren Young    | Jackson           | Törköly Levente    |

## Fordítás
- Ez a szócikk részben vagy egészben  a   Let's Be Cops című angol Wikipédia-szócikk fordításán alapul.  Az eredeti cikk szerkesztőit annak laptörténete sorolja fel. Ez a jelzés csupán a megfogalmazás eredetét és a szerzői jogokat jelzi, nem szolgál a cikkben szereplő információk forrásmegjelöléseként.
- Ez a szócikk részben vagy egészben  a   Let’s be Cops – Die Party Bullen című német Wikipédia-szócikk fordításán alapul.  Az eredeti cikk szerkesztőit annak laptörténete sorolja fel. Ez a jelzés csupán a megfogalmazás eredetét és a szerzői jogokat jelzi, nem szolgál a cikkben szereplő információk forrásmegjelöléseként.